# Мишино (Пензенская область)
Мишино — село в Иссинском районе Пензенской области, входит в состав Каменно-Бродского сельсовета.

## География
Расположено на берегу речки Сухой Широкоис в 7 км на юго-восток от центра сельсовета села Каменный Брод и в 9 км на юго-запад от райцентра посёлка Исса.

## История
Основано помещиком в первой половине XIX века. В 1896 г. – деревня, 78 дворов, при ней хутор Литвиновой (4 мужчины и одна женщина). Входило в состав Украинцевской волости, в 1911 г. – Иссинской волости Инсарского уезда Пензенской губернии, 91 двор, кузница, 3 ветряных мельницы, лавка. Приход церкви во имя Петра и Павла в с. Украинцево.
С 1928 года село являлось центром Мишинского сельсовета Иссинского района Пензенского округа Средне-Волжской области (с 1939 года — в составе Пензенской области). С 1931 г. — в составе Кильмаевского сельсовета. В 1939 г. – центральная усадьба колхоза имени Молотова (организован в 1930 г.), 95 дворов. В 1955 г.  — в составе Украинцевского сельсовета, бригада колхоза имени Максима Горького. В 1980-е гг. — в составе Каменно-Бродского сельсовета.

## Население
| 1864 | 1877 | 1897 | 1911 | 1926 | 1930 | 1940 |
| ---- | ---- | ---- | ---- | ---- | ---- | ---- |
| 377  | ↗558 | ↘506 | ↗636 | ↗692 | ↗751 | ↘401 |
| 1959 | 1979 | 1989 | 1996 | 2002 | 2010 |      |
| ↘207 | ↘115 | ↘96  | ↘89  | ↘69  | ↘30  |      |